# Caccia al buio
Caccia al buio è un film televisivo del 2009 diretto da Philippe Gagnon.

## Trama
Max Carver viene arrestato dopo aver rubato 20 milioni di dollari in una banca di Philadelphia. I suoi complici sono sulle tracce della refurtiva ma non riuscendo a trovarla rapiscono Steven, il figlio di Max, e lo ricattano per farsi dire il luogo dove l'ha nascosta. Max, invece, invia alla sorella Julia una cartolina contenente il primo di una serie di indizi per recuperare il denaro. Ad aiutare la donna in questa pericolosa caccia al tesoro c'è Kurt Warnecke, migliore amico di Max.